# 脂溶性ビタミン
脂溶性ビタミン（しようせいビタミン）とは、水に溶けにくく油（脂）に溶けやすいビタミンの総称。

## 摂取
脂溶性ビタミンは水洗いや加熱調理による損失が少なく、油と一緒に調理し摂取することにより吸収率が高まる。なお、過剰に摂取した場合、水溶性ビタミンのように尿で排出されないので人体に害を及ぼす場合がある。

## 主な脂溶性ビタミン
- ビタミンA[1]
- ビタミンD[1]
- ビタミンE[1]
- ビタミンK[1]